# Broualan
Broualan település Franciaországban, Ille-et-Vilaine megyében. Lakosainak száma 411 fő (2022. január 1.). Broualan La Boussac, Cuguen, Epiniac és Trans-la-Forêt községekkel határos.

## Népesség
A település népességének változása:
| Lakosok száma | 372  | 268  | 279  | 297  | 386  | 379  | 373  | 381  | 391  | 411  |
|               | 1968 | 1982 | 1990 | 2006 | 2013 | 2015 | 2017 | 2019 | 2020 | 2022 |